# Ruch Narodowy

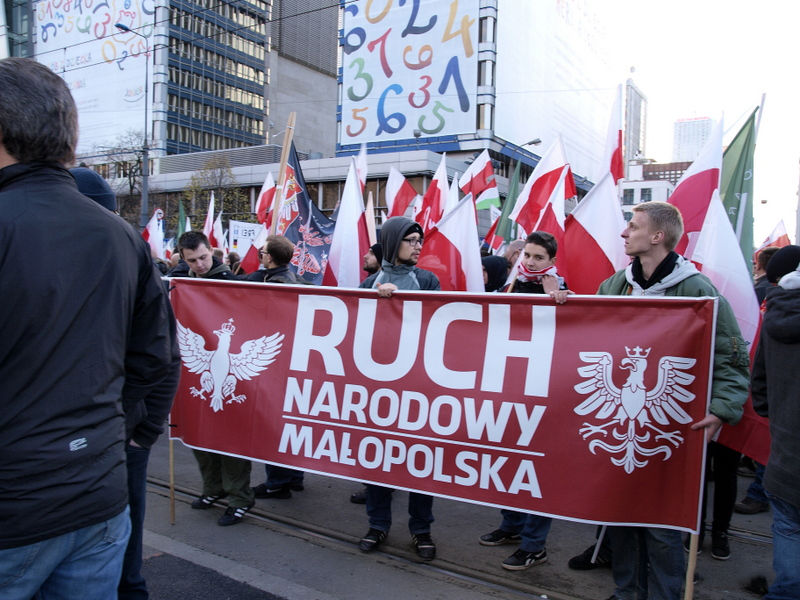
Marsz Niepodległości w Warszawie, 2013

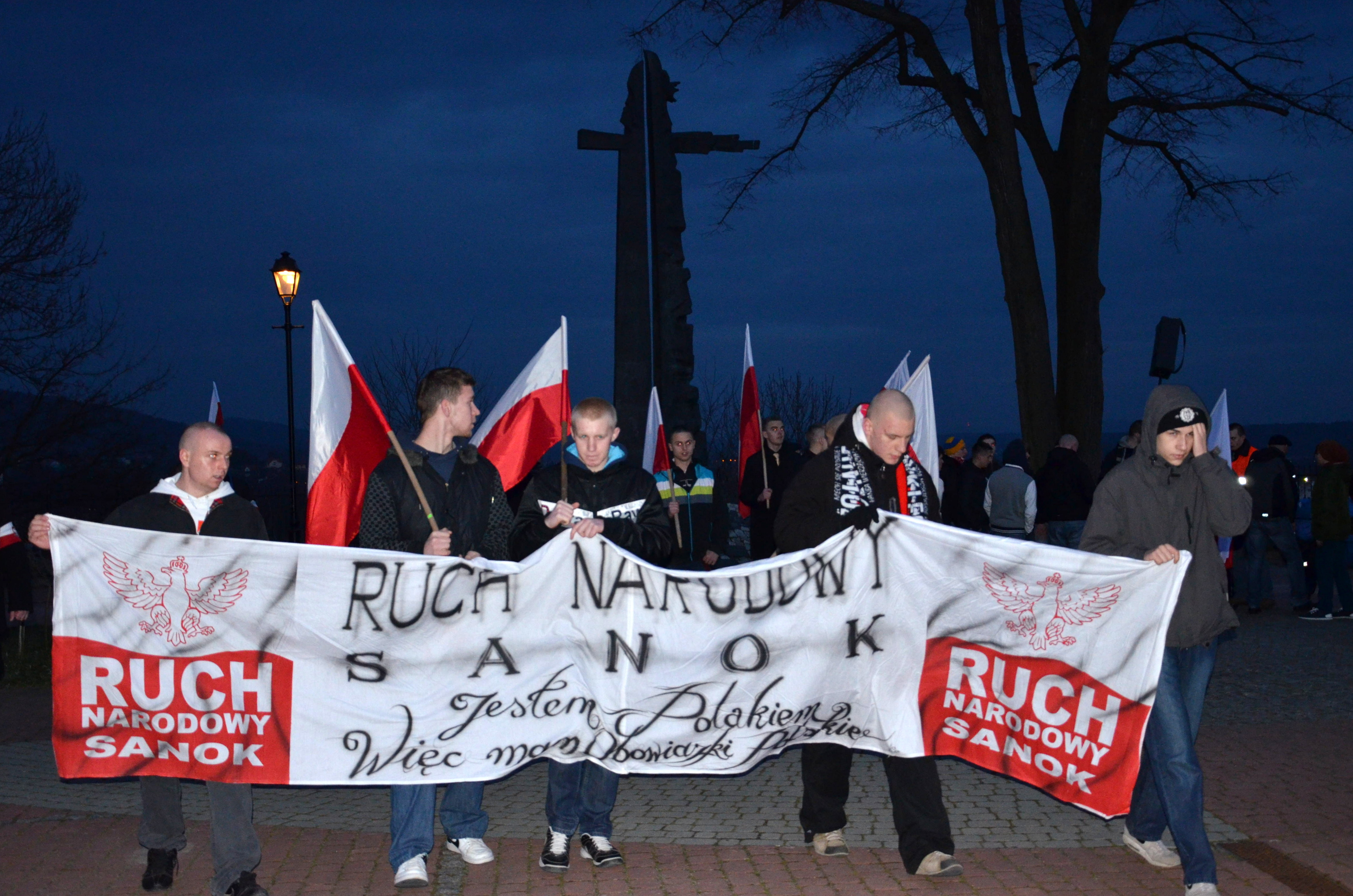
Dzień Pamięci „Żołnierzy Wyklętych” w Sanoku, 2014

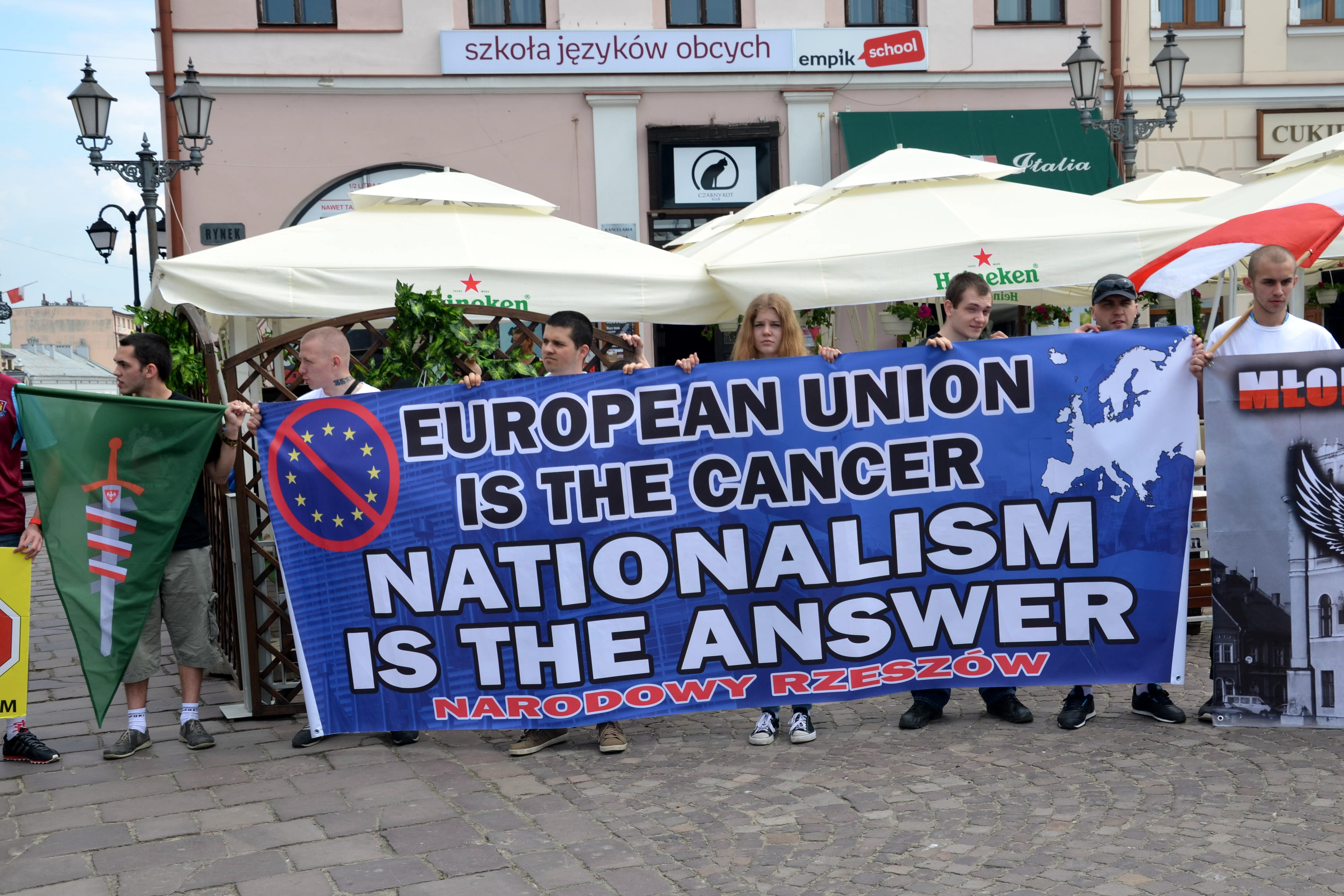
Pikieta w dziesiątą rocznicę przystąpienia Polski do Unii Europejskiej, napis „Unia Europejska to rak, nacjonalizm jest rozwiązaniem” – Rzeszów, 2014

Ruch Narodowy (RN) – polskie ugrupowanie polityczne powstałe 11 listopada 2012 (jako porozumienie organizacji narodowych), o charakterze radykalnie prawicowym, nacjonalistycznym, konserwatywnym, populistycznym, narodowo-katolickim i eurosceptycznym. 10 grudnia 2014 założone jako partia polityczna, która została zarejestrowana 11 lutego 2015. 16 stycznia 2017 wykreślona z ewidencji, 28 lutego 2018 zarejestrowana ponownie. Od 2019 wchodzi w skład federacyjnej partii Konfederacja Wolność i Niepodległość.

## Historia
Powołanie Ruchu Narodowego ogłoszono 11 listopada 2012 po Marszu Niepodległości. Ugrupowanie współtworzyło kilkadziesiąt organizacji, które podpisały deklarację ideową (wśród nich znalazły się m.in. Młodzież Wszechpolska, Obóz Narodowo-Radykalny – który 28 sierpnia 2015 opuścił RN – oraz jedyna w tym gronie partia polityczna, Unia Polityki Realnej). Organem kierowniczym RN była Rada Decyzyjna.
I kongres Ruchu Narodowego miał miejsce 8 czerwca 2013 w Warszawie. W kongresie uczestniczyło ponad 1000 osób z kraju i zagranicy. Honorowym gościem kongresu był Rafał Ziemkiewicz. Reprezentanci ugrupowań współtworzących ruch podpisali wówczas deklarację ideową Ruchu Narodowego. II kongres Ruchu Narodowego miał miejsce 3 maja 2014 w Warszawie. Honorowymi gośćmi kongresu byli Leszek Żebrowski, Stanisław Michalkiewicz oraz Márton Gyöngyösi z węgierskiej partii Jobbik. Odczytano również listy nadesłane przez sojuszników Ruchu: Roberto Fiore z Forza Nuova (Nowa Siła) oraz liderów hiszpańskiej Democracia Nacional. Podczas kongresu przyjęto postulaty programowe.
7 stycznia 2014 Ruch Narodowy ogłosił start w wyborach do Parlamentu Europejskiego w tym samym roku. Planowanymi kierunkami działania Ruchu w Europarlamencie były m.in.: budowa Europy Ojczyzn zamiast „eurofederalizmu” poprzez wypowiedzenie traktatu lizbońskiego, walka z ideologią gender, promowanie polskiej polityki historycznej na forum unijnym, zabieganie o prawa Polaków za granicą (w szczególności na Litwie), odstąpienie od pakietu klimatycznego, a także promowanie polskiego górnictwa i energetyki opartej na węglu. Komitet Ruchu Narodowego zarejestrował listy we wszystkich okręgach wyborczych. W wyborach na Ruch Narodowy zagłosowało 98 626 osób, co dało 1,4% głosów (oraz 9. miejsce spośród wszystkich komitetów).
W wyborach uzupełniających do Senatu 7 września 2014 kandydat Ruchu Narodowego, Krzysztof Bosak, uzyskał 1082 głosy (6,42%), co uplasowało go na 3. miejscu spośród 6 kandydatów w okręgu nr 47.
W wyborach samorządowych w 2014 RN zarejestrował listy do sejmików we wszystkich województwach, w prawie wszystkich okręgach wyborczych. W skali kraju uzyskał 1,57% głosów i nie otrzymał żadnego mandatu radnego. RN startował również na niższym szczeblu – wystawił m.in. kandydatów na prezydentów miast: Wrocławia (Roberta Winnickiego) i Lublina (Mariana Kowalskiego). Uzyskali oni niewielkie poparcie. W marcu 2015 wspólny kandydat Ruchu Narodowego i Kongresu Nowej Prawicy w wyborach na prezydenta Zielonej Góry Krzysztof Bosak zajął 3. miejsce, uzyskując 1716 głosów (4,45%). Komitet RN i KNP nie uzyskał mandatów w radzie miasta.

### Partia
10 grudnia 2014 ogłoszono powstanie partii Ruch Narodowy. Prezesem został Robert Winnicki, a wiceprezesami Krzysztof Bosak, Bartosz Józwiak (prezes UPR, która jednak nie została rozwiązana), Marian Kowalski, Maciej Migus i Artur Zawisza.
17 grudnia 2014 liderzy Ruchu Narodowego oficjalnie zaprezentowali Mariana Kowalskiego (byłego rzecznika ONR, a wcześniej wieloletniego działacza UPR) jako kandydata w wyborach prezydenckich w 2015. Hasło, pod jakim wystartował kandydat RN, to „Silny człowiek na trudne czasy”. W przeprowadzonych 10 maja wyborach zajął 9. miejsce, zdobywając 77 630 głosów, co stanowiło 0,52% głosów ważnych. Przed II turą wyborów Zarząd Główny Ruchu Narodowego zwrócił się do dwóch kandydatów w tym etapie z pytaniem o ustosunkowanie się do wybranych kwestii programowych, a wobec nieuzyskania od nich odpowiedzi w tym zakresie podjął decyzję o nieudzieleniu poparcia żadnemu z nich. UPR jednak poparła wcześniej Andrzeja Dudę.
13 czerwca 2015 odbył się I kongres partii, na którym Robert Winnicki utrzymał stanowisko prezesa. Nowym wiceprezesem RN z ramienia UPR (zastępując Bartosza Józwiaka, który w tym samym roku wystąpił z RN) został Piotr Lisiecki. Pod koniec sierpnia 2015 Marian Kowalski został odwołany ze stanowiska wiceprezesa partii (we wrześniu z niej wystąpił).
Przed wyborami parlamentarnymi w 2015 RN zawarł porozumienie w sprawie startu z list ruchu Kukiz’15. Kandydaci do Sejmu RP popierani przez RN znaleźli się na listach wyborczych w większości okręgów (ponadto nieliczni członkowie RN wystartowali też z list KORWiN i KWW Grzegorza Brauna „Szczęść Boże!”). Mandaty posłów na Sejm VIII kadencji z list komitetu Kukiz’15 uzyskało pięciu przedstawicieli Ruchu Narodowego (Adam Andruszkiewicz, Sylwester Chruszcz, Bartosz Józwiak, Tomasz Rzymkowski i Robert Winnicki) oraz pięć innych osób popieranych przez partię (Marek Jakubiak, Jakub Kulesza z UPR, Jarosław Porwich, Anna Siarkowska i Rafał Wójcikowski).
23 kwietnia 2016 rada polityczna RN zarekomendowała posłom RN utworzenie odrębnego koła w Sejmie. Klub Kukiz’15 opuścił jednak (w maju) jedynie prezes RN Robert Winnicki, który po opuszczeniu RN przez pozostałych posłów pozostał jedynym reprezentantem tej partii w parlamencie.
10 grudnia tego samego roku odbył się kongres programowy RN pod hasłem „Suwerenny Naród w XXI wieku”. Przemawiali na nim m.in. poseł Kornel Morawiecki (Wolni i Solidarni), Halina Nowina Konopka (Porozumienie Polskie), Marian Piłka (Prawica Rzeczypospolitej), a także inni goście – Mariusz Dzierżawski, Jacek Bartyzel, Grzegorz Braun, Jerzy Robert Nowak i Gabriel Janowski. Ponadto przedstawiciel KNP odczytał list od ówczesnego prezesa tej partii Michała Marusika.
W wyniku niezłożenia w ustawowym terminie sprawozdania finansowego za 2015 rok, 16 stycznia 2017 RN został wykreślony z ewidencji partii politycznych, jednak wiosną tego samego roku złożono wniosek o ponowną rejestrację. Sąd dokonał rejestracji partii 28 lutego 2018 (pod pełną nazwą „Ruch Narodowy Rzeczypospolitej Polskiej”, jednak 12 października tego samego roku przerejestrowano partię ponownie na „Ruch Narodowy”).
16 czerwca 2018 odbył się IV kongres RN, na którym Robert Winnicki pozostał prezesem, a Krzysztof Bosak – jako jedyny – wiceprezesem partii (na początku lutego 2019 został on I wiceprezesem, a funkcję II wiceprezesa objął Krzysztof Tuduj; wcześniej z działalności w ugrupowaniu zrezygnował jeden z jego założycieli Artur Zawisza). Na kongresie gościli prezes KNP Stanisław Żółtek, prezes MW, rzecznik ONR, a także Grzegorz Braun, Mariusz Dzierżawski, Adam Wielomski, Maria Mirecka-Loryś i Jerzy Robert Nowak. Odczytano również list od Jacka Bartyzela oraz odsłuchano nagranie Rafała Ziemkiewicza. Podpisana została „Deklaracja Niepodległości 2018”, w której zapowiedziano pracę na rzecz wyprowadzenia Polski z Unii Europejskiej.
W wyborach samorządowych w 2018 RN, podobnie jak cztery lata wcześniej, zarejestrował listy do sejmików we wszystkich województwach. W skali kraju uzyskał 1,26%, co było 9. wynikiem spośród wszystkich komitetów. W województwie warmińsko-mazurskim uzyskał 2,65% głosów, a w pozostałych regionach poniżej 2%. Wystawił kandydata na prezydenta Katowic Jakuba Kalusa, który uzyskał 1,5% głosów, zajmując przedostatnie, 6. miejsce. Komitet wyborczy partii uzyskał 1 mandat w radach gmin. Ponadto związani z partią kandydaci zdobyli 1 mandat radnego powiatu (z listy PiS) oraz 3 w radach miast i gmin (z ramienia komitetów lokalnych bądź PiS).
6 grudnia 2018 Robert Winnicki i Janusz Korwin-Mikke poinformowali, że RN i KORWiN zawarły porozumienie w sprawie wspólnego startu w wyborach do Parlamentu Europejskiego w 2019. 27 lutego koalicja (do której przyłączyły się także mniejsze organizacje) przyjęła nazwę Konfederacja KORWiN Braun Liroy Narodowcy. Zarejestrowała ona listy we wszystkich okręgach wyborczych, znalazło się na nich 25 działaczy RN (w tym 4 na pierwszych miejscach). Konfederacja nie osiągnęła progu wyborczego. 28 czerwca zapowiedziano start Konfederacji także w jesiennych wyborach parlamentarnych. 26 lipca 2019 poinformowano o zarejestrowaniu przez sąd koalicyjnej partii, ostatecznie pod nazwą Konfederacja Wolność i Niepodległość (w tym samym miesiącu zarejestrowano także formalne skróty RN: „Konfederacja Ruch Narodowy” i „Konfederacja ProPolska”). Konfederacja WiN uzyskała w wyborach 11 mandatów poselskich, z czego 5 otrzymali przedstawiciele RN: Krzysztof Bosak, Krystian Kamiński, Krzysztof Tuduj, Michał Urbaniak i uzyskujący reelekcję prezes partii Robert Winnicki. Pod koniec kadencji (21 lipca 2023) do RN i koła Konfederacji (liczącego po jej akcesie 10 posłów) przystąpiła także wybrana z listy PiS Anna Siarkowska, przechodząc z Suwerennej Polski i klubu PiS.
18 stycznia 2020 na zjeździe elektorów kończącym prawybory prezydenckie, na kandydata Konfederacji w wyborach w tym samym roku wybrany został przedstawiciel Ruchu Narodowego Krzysztof Bosak; po nieodbyciu się głosowania został nim także w powtórzonych wyborach. Zajął 4. miejsce, otrzymując 1 317 380 (6,78%) głosów ważnych. W II turze, podobnie jak cała Konfederacja, nie udzielił poparcia żadnemu z kandydatów.
Na kongresie partii, który odbył się 2 października 2021, Michał Wawer dołączył do grona wiceprezesów partii. Zlikwidowano także gradację wiceprezesów. Na kongresie 11 czerwca 2022 na prezesa ponownie został wybrany Robert Winnicki, a do grona wiceprezesów dołączyła Anna Bryłka.
14 lutego 2023 Krzysztof Bosak został współprzewodniczącym rady liderów Konfederacji WiN (wraz ze Sławomirem Mentzenem, będącym od 2022 prezesem Nowej Nadziei, na którą w tym samym roku przemianowała się KORWiN); po wyborach jesienią tego samego roku uchylono jednak tę funkcję. 12 maja 2023 Krzysztof Bosak objął obowiązki prezesa RN, po rezygnacji z funkcji tego samego dnia ze względów zdrowotnych Roberta Winnickiego.
W wyniku wyborów parlamentarnych w 2023 RN, ponownie startując w ramach Konfederacji WiN, utrzymał sześcioosobowy stan posiadania w Sejmie (zdobywając 1/3 mandatów, które przypadły Konfederacji), jednak reelekcję uzyskali jedynie Krzysztof Bosak i Krzysztof Tuduj. Nie ubiegał się o nią Robert Winnicki, a bez powodzenia starali się o nią Krystian Kamiński, Anna Siarkowska i Michał Urbaniak. Mandaty uzyskali natomiast Karina Bosak (żona Krzysztofa Bosaka, która przystąpiła do partii po wyborach), Krzysztof Mulawa, Witold Tumanowicz i Michał Wawer. Krzysztof Bosak został wybrany w nowej kadencji na wicemarszałka Sejmu.
W wyborach samorządowych w 2024 przedstawiciele RN startowali do sejmików w ramach KWW Konfederacja i Bezpartyjni Samorządowcy, nie uzyskując żadnego z 6 mandatów, które przypadły komitetowi. 14 działaczy RN kandydowało bez powodzenia z różnych komitetów na włodarzy (w tym 9 na prezydentów miast).
W wyborach do Parlamentu Europejskiego w 2024 RN zdobył 2 z 6 mandatów uzyskanych przez Konfederację WiN, które otrzymali Anna Bryłka i Tomasz Buczek. Wybranego do PE szefa klubu Konfederacji Stanisława Tyszkę z NN zastąpił w Sejmie Krzysztof Szymański, zostając siódmym posłem RN. Europosłowie Ruchu Narodowego na początku X kadencji PE zostali deputowanymi niezrzeszonymi (podobnie jak Grzegorz Braun z KKP, a w przeciwieństwie do eurodeputowanych NN, którzy współtworzyli grupę Europa Suwerennych Narodów), jednak 1 października 2024 dołączyli do frakcji Patrioci za Europą. 16 listopada 2024 RN przystąpił do europejskiej partii Patriots.eu.
W wyborach prezydenckich w 2025 kandydatem Konfederacji WiN, w tym RN, był prezes Nowej Nadziei Sławomir Mentzen. Przed II turą politycy RN wyrażali sprzeciw wobec kandydatury Rafała Trzaskowskiego z PO.
Na kongresie RN 14 czerwca 2025 Krzysztof Bosak został wybrany na prezesa partii, a do grona dotychczasowych wiceprezesów (Anny Bryłki, Krzysztofa Tuduja i Michała Wawera) dołączyli Witold Tumanowicz i Paweł Usiądek.

## Idee i program
Ruch Narodowy odwołuje się do Romana Dmowskiego, związanych z nim organizacji endeckich: Stronnictwa Narodowo-Demokratycznego, Związku Ludowo-Narodowego/Obozu Wielkiej Polski i Stronnictwa Narodowego oraz przedstawicieli obozu narodowego: Tadeusza Bieleckiego, Kazimierza Kowalskiego, Jędrzeja Giertycha, Romana Rybarskiego, Stanisława Głąbińskiego, Jerzego Zdziechowskiego, Joachima Stefana Bartoszewicza, Stanisława Strońskiego, Stefana Sacha, Stanisława i Władysława Grabskich. Główną myślą RN jest nacjonalizm polski, partia powołuje się również na idee konserwatyzmu narodowego, deklaruje promowanie wartości narodowych oraz przychylność do Kościoła katolickiego (część działaczy ma sympatie tradycjonalistyczne) i postaw pro-life. Hasłem programowym RN jest „Tożsamość-Suwerenność-Wolność”. Określa się jako „partia antysystemowa”, zgłaszając postulat „budowy państwa narodowo-demokratycznego, zastępując nim demokrację liberalną opartą na etyce i podstawach moralnych wiary chrześcijańskiej”. Celem RN jest zasadnicza zmiana społeczna – tzw. „obalenie republiki Okrągłego Stołu”. Deklaruje się jako ruch społeczny będący siecią inicjatyw społecznych na rzecz suwerenności państwa i tożsamości narodowej. Przy braku hierarchicznej i organizacyjnej zależności, kieruje się wspólnymi symbolami, autorytetami oraz postulatami wyborczymi.
W przyjętej w styczniu 2013 deklaracji ideowej rada decyzyjna RN wskazała jej trzy główne elementy: tożsamość (narodu, rodziny, osoby), suwerenność (państwa, kultury, ekonomiczna) i wolność (słowa, gospodarowania, osoby); oraz zadeklarowała pracę nad przemianą ojczyzny, a jako wyznacznik działania zaakcentowała ideę narodu, rozumianego jako kulturowa wspólnota pokoleń. RN postuluje walkę o suwerenność kraju, naprawę polityczną i gospodarczą państwa, obronę wolności jego obywateli oraz realizację w sferze kultury i polityki tradycyjnych wartości.
Podczas II Kongresu Ruchu Narodowego w 2014 ogłoszono program ugrupowania. Postulaty w nim zawarte to m.in.:
- likwidacja ZUS
- połączenie podatku dochodowego i składki na ubezpieczenia społeczne
- „emerytura obywatelska” (świadczenie pozwalające utrzymać się na minimalnym poziomie, niezależne od wcześniejszych zarobków i czasu pracy)
- kwota wolna od podatku przyznawana na każde dziecko w rodzinie
- obniżenie podatku dochodowego pobieranego od mikroprzedsiębiorców oraz małych i średnich firm
- przywrócenie podatku obrotowego w miejsce podatku CIT
- ustanowienie konstytucyjnego limitu zadłużenia finansów publicznych
- ochrona życia od poczęcia
- pełna jawność finansów publicznych (w tym umów oraz wynagrodzeń w sektorze publicznym)
- dozbrojenie Wojska Polskiego
- wprowadzenie powszechnej obrony terytorialnej
- strzelnica w każdym powiecie
- poszerzenie dostępu do broni
- wpisanie do konstytucji gwarancji narodowej własności polskiej ziemi
- wypowiedzenie traktatu lizbońskiego i zastąpienie go „traktatem suwerennościowym”
- wypowiedzenie pakietu energetyczno-klimatycznego i paktu fiskalnego UE
- promowanie historii Polski na świecie (w tym walka z przypisywaniem Polakom odpowiedzialności za Holocaust)
- zwalczanie „ideologii gender” w przestrzeni publicznej
- dążenie do niezależności energetycznej Polski (wsparcie dla wydobywania gazu łupkowego oraz budowy elektrowni atomowych)

W programie znalazły się sformułowania, jak „Europa ojczyzn zamiast eurokołchozu” czy „Stop propagandzie pederastów i ideologii gender”.
Ruch Narodowy w kwestiach społecznych prezentuje konserwatywne stanowisko. Według programu przedstawionego podczas drugiego kongresu w 2014, fundamentem cywilizacji polskiej są wartości chrześcijańskie, a sojusznikiem tradycyjny Kościół katolicki. RN odwołuje się również do tradycji i dziedzictwa antycznego Rzymu: My jesteśmy Rzymianami, jesteśmy synami i córkami Rzymu antycznego, Rzymu w rozumieniu katolickim, jesteśmy dziedzicami Wiecznego Rzymu – Robert Winnicki podczas II Ogólnopolskiego Kongresu Ruchu Narodowego, 3 maja 2014. Postęp cywilizacyjny, który miał dokonać się w Polsce dzięki funduszom unijnym, traktowany jest jako częściowa rekompensata za straty, jakie Polska poniosła w związku z jednostronnym otwarciem rynku w okresie przedakcesyjnym, przy jednoczesnym uzależnieniu polskiego sektora bankowego od kapitału zagranicznego. Partia odwołuje się także do militaryzmu.
10 grudnia 2016 w Sali Kolumnowej Sejmu RP odbył się Kongres Programowy Ruchu Narodowego pod hasłem „Suwerenny Naród w XXI wieku”, podczas którego został zaprezentowany program polityczno-wyborczy RN pod tym samym tytułem. Postuluje on m.in. „zastąpienie starych elit nowymi”, „oddanie narodowi suwerenności” (poprzez wystąpienie z UE) oraz „budowę państwa narodowo-demokratycznego opartego na zasadach etyki chrześcijańskiej”. Zaprezentowany został także plan pomocy polskim rodzinom. W programie znalazły się postulaty poszerzenia dostępu do broni, militaryzacji, wprowadzenia kary śmierci za najcięższe przestępstwa, ochrony życia poczętego oraz sprzeciw wobec przyjmowania muzułmańskich uchodźców i postulat zaostrzenia kontroli granicznej z Ukrainą wobec wielkiego napływu imigrantów z tego kraju.

### Gospodarka
W 2014 Krzysztof Bosak podczas II kongresu RN przedstawił zarys programu gospodarczego. Według RN możliwe jest łączenie szerokiego zakresu wolności gospodarczych z konstruktywnym podejściem do państwa, urządzonego w oparciu o zasady gospodarności i pomocniczości. Krzysztof Bosak stwierdził, że do takich samych wniosków doszli endeccy ekonomiści i przedstawiciele ordoliberalnej szkoły ekonomicznej. Zapowiedziano powołanie Instytutu Strategii Narodowej, który będzie skupiał ekspertów i wypracowywał nowoczesny program dla Ruchu Narodowego.
Postulaty RN dotyczące gospodarki zostały doprecyzowane pod koniec 2016 roku w oficjalnym programie. Tezy dotyczące polityki gospodarczej zostały określone jako „wypracowana przez ruch narodowy doktryna nacjonalizmu gospodarczego”.
RN jest przeciwnikiem wprowadzenia w Polsce waluty euro.
Ruch Narodowy w niewielkim stopniu korzysta z idei gospodarczych przedwojennych narodowców: Edwarda Taylora, Romana Rybarskiego czy Władysława Grabskiego, a także głównego trzonu przedwojennych narodowców, którzy opowiadali się za wolnym rynkiem i budową państwa wolnościowego. Popularne w partii są natomiast poglądy gospodarcze Adama Doboszyńskiego (czyli myśl gospodarcza dystrybucjonizmu).

### Polityka zagraniczna
Ruch Narodowy jest ugrupowaniem eurosceptycznym. Początkowo opowiadał się za wyjściem Polski z Unii Europejskiej. Optuje za renegocjacją warunków uczestnictwa Polski w UE. Stoi na stanowisku dobrowolnej współpracy o charakterze gospodarczym i odrzucenia „brukselskiego centralistycznego biurokratyzmu” (idea Europy ojczyzn).
Ruch Narodowy do 2022 sprzeciwiał się w programie idei bliskiej sojuszniczej współpracy państw Europy Środkowo-Wschodniej w formie federacji (Międzymorza), określając ją jako „mit Pierwszej Rzeczypospolitej”, „mit jagielloński”, „utopia”, „rojenia” i „szkodliwe tendencje”, zamiast tego proponując „wizję zwartego, spójnego etnicznie, kulturowo i religijnie państwa”. Uważał Federację Rosyjską za mocarstwo, równocześnie twierdząc, że nie stanowiło ono zagrożenia dla Polski na żadnej płaszczyźnie – militarnej, gospodarczej ani kulturowej. Postulował odbudowę relacji handlowych z Rosją. Uważał obecność sojuszniczych wojsk NATO i USA w Polsce za „odwrotność wsparcia sojuszniczego, który utrwala zależność i niesamodzielność Polski w zakresie jej zdolności obronnych”. Ruch Narodowy proponował współpracę z Rosją i Chinami jako antidotum na wpływy Stanów Zjednoczonych i Niemiec, nazywając to „polityką wielowektorową”. Jednakże w 2022 partia zmieniła swój stosunek do Rosji wraz z nowym programem, a Robert Winnicki stwierdził, że „Federacja Rosyjska stanowi egzystencjalne zagrożenie dla polskich interesów”.
Wspólne oświadczenia z węgierskim Jobbikiem w odnośnie do sytuacji na Ukrainie, świadczą o drodze do pogłębienia współpracy obu ugrupowań. Ogłoszono również polsko-węgierską wymianę kandydatów na listach w wyborach do Parlamentu Europejskiego w 2014 (która ostatecznie nie doszła do skutku). Węgierscy i polscy narodowcy uważają, że krajowe rządy poświęcają interesy narodowe na rzecz eurofederalizmu. W tej konkretnej sprawie ruchy narodowe Polski i Węgier wezwały wspólnie władze państwowe swoich krajów do wysiłków politycznych i dyplomatycznych w celu ochrony zagrożonych praw mniejszości narodowych na Ukrainie z uwagi na rewolucyjne nastroje na wschodzie, w tym popularyzujące symbolikę i postaci związane z ukraińskim etnicznym szowinizmem, które to w kontekście historycznych doświadczeń krwawo obchodziły się z mniejszościami narodowymi na tych ziemiach.
11 listopada 2015 posłowie Ruchu Narodowego zaprosili do Sejmu, oprócz działaczy Jobbiku, także włoskich neofaszystów z partii Nowa Siła (Forza Nuova).
Ruch Narodowy postuluje również w swoich poglądach dotyczących spraw zagranicznych dbanie o interesy Polonii za granicą, ze szczególnym uwzględnieniem Polaków na Kresach dawnej II Rzeczypospolitej.
Ruch Narodowy jest przeciwnikiem przyjmowania imigrantów.

### Edukacja
W programie z roku 2016 zaproponowano między innymi wprowadzenie bonu oświatowego, wsparcie dla edukacji domowej, przywrócenie egzaminów wstępnych na studia, zwiększenie dyscypliny w szkołach poprzez wprowadzenia możliwości nakładania dodatkowych kar na uczniów oraz rodziców (takich jak kary finansowe lub prace społeczne), zakaz prowadzenia w szkołach zajęć z zakresu edukacji seksualnej przez zewnętrznych edukatorów, a także wykluczenie osób przyznających się do homoseksualizmu, biseksualizmu lub dysforii płciowej z dostępu do zawodu nauczyciela, wychowawcy, trenera oraz opiekuna przedszkolnego.

## Działacze

### Władze
Prezes:
- Krzysztof Bosak

Wiceprezesi:
- Anna Bryłka
- Krzysztof Tuduj
- Witold Tumanowicz
- Paweł Usiądek
- Michał Wawer

Sekretarz:
- Jakub Kalus

Skarbnik:
- Marek Szewczyk

Źródło:

### Posłowie na Sejm X kadencji (od 2023)
- Karina Bosak
- Krzysztof Bosak
- Krzysztof Mulawa
- Krzysztof Szymański – od 26 czerwca 2024, zastąpił Stanisława Tyszkę
- Krzysztof Tuduj
- Witold Tumanowicz
- Michał Wawer

Wszyscy posłowie RN zostali wybrani z list Konfederacji Wolność i Niepodległość i zasiadają w jej klubie.

### Posłowie do Parlamentu Europejskiego X kadencji (od 2024)
- Anna Bryłka
- Tomasz Buczek

Oboje eurodeputowanych RN zostało wybranych z list Konfederacji Wolność i Niepodległość i należy do frakcji Patrioci za Europą.

### Posłowie na Sejm IX kadencji (2019–2023)
- Krzysztof Bosak
- Krystian Kamiński
- Anna Siarkowska – od 21 lipca 2023, wybrana z listy Prawa i Sprawiedliwości (jako członkini Partii Republikańskiej, później Solidarnej Polski / Suwerennej Polski)
- Krzysztof Tuduj
- Michał Urbaniak
- Robert Winnicki

Wszyscy posłowie RN oprócz Anny Siarkowskiej zostali wybrani z list Konfederacji Wolność i Niepodległość i wszyscy zasiadali w jej kole.

### Posłowie na Sejm VIII kadencji (2015–2019)
- Robert Winnicki (koło Konfederacja)

Posłowie RN w Sejmie VIII kadencji do maja 2016:
- Adam Andruszkiewicz – do 9 listopada 2017 w klubie Kukiz’15, od 9 listopada 2017 do 28 grudnia 2018 koło Wolnych i Solidarnych, następnie poseł niezrzeszony
- Sylwester Chruszcz – do 30 października 2017 w klubie Kukiz’15, od 30 października 2017 do 3 kwietnia 2019 koło Wolnych i Solidarnych, następnie klub Prawa i Sprawiedliwości
- Bartosz Józwiak – jednocześnie Unia Polityki Realnej, której koło współtworzył, odchodząc 9 sierpnia 2019 z klubu Kukiz’15
- Tomasz Rzymkowski – później Unia Polityki Realnej, następnie bezpartyjny i po odejściu 31 lipca 2019 z klubu Kukiz’15 klub Prawa i Sprawiedliwości

Wszyscy posłowie RN zostali wybrani z list komitetu Kukiz’15. Posłowie opuszczający RN początkowo pozostawali w klubie Kukiz’15, jednak potem w różnym czasie z niego wystąpili.

## Poparcie w wyborach

### Wybory parlamentarne
| Wybory | Sejm                            | Sejm                            | Sejm                            | Sejm    | Sejm    | Senat   | Senat   | Rząd     |
| Wybory | Głosy                           | Głosy                           | Głosy                           | Mandaty | Mandaty | Mandaty | Mandaty | Rząd     |
| Wybory | Liczba                          | %                               | +/−                             | Liczba  | +/−     | Liczba  | +/−     | Rząd     |
| ------ | ------------------------------- | ------------------------------- | ------------------------------- | ------- | ------- | ------- | ------- | -------- |
| 2015   | Start z list Kukiz’15           | Start z list Kukiz’15           | Start z list Kukiz’15           | 5/460   | –       | 0/100   | –       | Opozycja |
| 2019   | Start w ramach Konfederacji WiN | Start w ramach Konfederacji WiN | Start w ramach Konfederacji WiN | 5/460   |         | 0/100   | –       | Opozycja |
| 2023   | Start w ramach Konfederacji WiN | Start w ramach Konfederacji WiN | Start w ramach Konfederacji WiN | 6/460   | 1       | 0/100   | –       | Opozycja |

### Wybory prezydenckie
| Wybory | Kandydat           | Zdjęcie | I tura    | I tura     |
| Wybory | Kandydat           | Zdjęcie | Głosów    | %          |
| ------ | ------------------ | ------- | --------- | ---------- |
| 2015   | Marian Kowalski    |         | 77 630    | 0,52 (9.)  |
| 2020   | Krzysztof Bosak*   |         | 1 317 380 | 6,78 (4.)  |
| 2025   | Sławomir Mentzen** |         | 2 902 448 | 14,81 (3.) |

* Wspólny kandydat Konfederacji.

** Członek NN, wspólny kandydat Konfederacji.

### Wybory samorządowe
| Wybory | Sejmiki             | Sejmiki             | Sejmiki             | Sejmiki | Sejmiki |
| Wybory | Głosy               | Głosy               | Głosy               | Mandaty | Mandaty |
| Wybory | Liczba              | %                   | +/−                 | Liczba  | +/−     |
| ------ | ------------------- | ------------------- | ------------------- | ------- | ------- |
| 2014   |                     | 1,57                | –                   | 0/555   | –       |
| 2018   |                     | 1,26                | 0,31                | 0/552   | –       |
| 2024   | Start w ramach KiBS | Start w ramach KiBS | Start w ramach KiBS | 0/552   | –       |

### Wybory do Parlamentu Europejskiego
| Wybory | Liczba głosów               | %                           | Liczba mandatów | +/- |
| ------ | --------------------------- | --------------------------- | --------------- | --- |
| 2014   | 98 626                      | 1,4                         | 0/51            | –   |
| 2019   | Start w ramach Konfederacji | Start w ramach Konfederacji | 0/51            | –   |
| 2024   | Start w ramach Konfederacji | Start w ramach Konfederacji | 2/53            | 2   |